# Ламбер, Пьер
Пьер Ламбер (фр. Pierre Lambert; 9 июня 1920 — 16 января 2008); настоящее имя — Пьер Буссель (фр. Pierre Boussel) — французский троцкист, лидер Международного коммунистического течения в Партии трудящихся.

## Биография
Родился в Париже в еврейской семье, эмигрировавшей из России. Ламбер начал активно участвовать в троцкистском движении перед Второй мировой войной, вступив в Международную рабочую партию Раймона Молинье. После войны он продолжил активистскую деятельность в качестве члена объединенной французской секции Четвертого интернационала — Международной коммунистической партии.
МКП была известна, как партия, занимавшаяся, в основном, профсоюзным движением, и не имевшая четкой позиции по международным вопросам. Когда Мишель Пабло, секретарь Четвёртого интернационала, поставил вопрос о долгосрочном энтризме («entrism sui generis»), руководство МКП в лице Ламбера и Марселя Блайбтроя выступили против этой тактики. К 1952 году МКП раскололась на две враждующие друг с другом группы. Линия вражды проходила по вопросам об энтризме и теории Пабло о переходном обществе между капитализмом и социализмом в несколько столетий.
В 1953 году МКП Ламбера и Блайбтроя участвовала в формировании Международного комитета Четвертого интернационала. После решения большинства МКЧИ, объединившегося вокруг СРП (США), о воссоединении с Четвёртым интернационалом, Ламбер был в числе противников этого решения, и вместе с лидером британской Социалистической рабочей лиги Джерри Хили продолжили работу в рамках МКЧИ.
После начала Алжирской войны за независимость в 1954 году между Ламбером и Блайбтроем начались разногласия по тактике поддержки национально-освободительных движений. В 1955 году Блайбтрой и его сторонники были исключены из МКП.
Трения между Международной коммунистической организацией (название ламбертистской МКП с 1967 года) и Социалистической трудовой лигой Хили привели к выходу МКО из МКЧИ в 1971 году. Сторонники Ламбера сформировали Организационный комитет за реконструкцию Четвертого интернационала (ОКРЧИ). В 1973 и 1974 годах ОКРЧИ провел с Четвертым интернационалом ряд дискуссий. Однако в 1979 году произошло объединение с группой Науэля Морено, но этот союз просуществовал лишь до середины 1980-х годов.
Ламбер участвовал под своим настоящим именем в президентских выборах во Франции в 1988 году, на которых получил поддержку 116 823 человек, набрав 0,39% голосов.
В 1991 году Ламбер был одним из основателей Партии трудящихся, в котором его организация функционировала в качестве Международного коммунистического течения.